# Равлик Паскаля

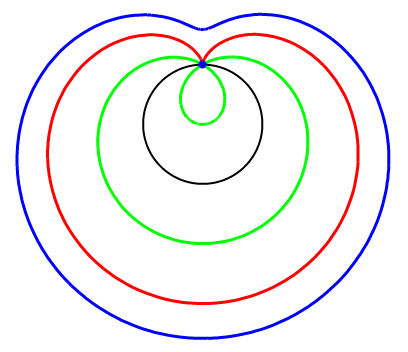
Три равлики Паскаля, конхоїди чорного кола: зелена, червона (кардіоїда) і синя

Равлик Паскаля ― пласка алгебрична крива 4-го порядку; подера кола, конхоїда кола відносно точки на колі, частковий випадок декартового овалу, вона також є епітрохоїдою. Названа за ім'ям Етьєна Паскаля (батька Блеза Паскаля), який вперше розглянув її.

## Побудова і рівняння

### Як конхоїда кола
Одним із найпоширеніших способів побудови і дослідження цих кривих використовує поняття конхоїди. Равлик Паскаля є конхоїдою кола щодо точки яка знаходиться на колі. Нехай задане деяке коло і точка O на ньому. Нехай через точку  O і деяку іншу точку M  на колі проведена пряма і від точки M на цій прямій в обидві сторони відкладені відрізки довжини a. Кінцеві точки M1 і M2 цих відрізків для різних точок M і утворюють равлик Паскаля.

#### Рівняння равлика Паскаля
Якщо, як на першому рисунку, помістити точку O у початок координат то кут OMB буде прямим і тоді {\displaystyle OM=b\cos \theta ,} де O позначає діаметр кола, {\displaystyle \theta } є величиною кута MOB зі знаком ({\displaystyle -\pi /2<\theta \leqslant \pi /2}). Тоді довжина OM1 є рівною {\displaystyle b\cos \theta +a}. Таким чином частина равлика Паскаля у полярних координатах записується рівнянням {\displaystyle r=r(\theta )=b\cos \theta +a,\ -\pi /2<\theta \leqslant \pi /2}.  Якщо {\displaystyle b\leqslant a} , то довжина OM2 є рівною {\displaystyle a-b\cos \theta =a+b\cos(\theta +\pi )} і тому всі точки кривої разом однозначно описуються рівнянням {\displaystyle r=r(\theta )=b\cos \theta +a.}
Якщо натомість {\displaystyle b>a} тоді крива має петлю, як на другому рисунку і для деяких точок {\displaystyle b\cos \theta +a<0} для деяких параметрів {\displaystyle \theta } (які належать проміжку {\displaystyle (\pi /2,3\pi /2)} ). Тоді {\displaystyle r(\theta )<0} і тоді часто вважається, що відповідна точка має довжину {\displaystyle |r(\theta )|} і аргумент {\displaystyle \theta +\pi }. При такій інтерпретації точки на петлі, що лежать на промені із кутом {\displaystyle \theta } на відстані {\displaystyle b\cos \theta -a} від початку координат описуються як {\displaystyle r=r(\theta +\pi )=b\cos(\theta +\pi )+a.}
Відповідно у полярних координатах рівняння кривої записується як:
{\displaystyle r=a+b\cos \theta ~}
В прямокутній системі координат можна записати параметричні рівняння:
{\displaystyle x=(a+b\cos \theta )\cos \theta ={b \over 2}+a\cos \theta +{b \over 2}\cos 2\theta ,}
{\displaystyle y=(a+b\cos \theta )\sin \theta =a\sin \theta +{b \over 2}\sin 2\theta ;}
Ці рівняння можна також розглядати на комплексній площині. Тоді можна записати:
{\displaystyle z(\theta )=(a+b\cos \theta )e^{i\theta }={\frac {b}{2}}+a\mathrm {e} ^{i\theta }+{\frac {b}{2}}\mathrm {e} ^{2i\theta }}
Також позначивши  {\displaystyle u=\tan {\frac {\theta }{2}}} із попереднього можна одержати раціональне параметричне рівняння:
{\displaystyle x={\frac {1-u^{2}}{(1+u^{2})^{2}}}((a+b)+u^{2}(a-b))}
{\displaystyle y={\frac {2u}{(1+u^{2})^{2}}}((a+b)+u^{2}(a-b)).}
Із формул переходу між полярними і прямокутними координатами:
{\displaystyle x=r\cos \theta ,\,} {\displaystyle y=r\sin \theta ,\,} {\displaystyle r={\sqrt {x^{2}+y^{2}}}}
і рівняння равлика Паскаля у полярних координатах {\displaystyle r=a+b\cos \theta ~}, звідки {\displaystyle r^{2}=ar+br\cos \theta ~}, випливає рівність:
{\displaystyle x^{2}+y^{2}=bx+a{\sqrt {x^{2}+y^{2}}}.}
Після піднесення до квадрату одержується рівняння в прямокутних координатах:
{\displaystyle (x^{2}+y^{2}-bx)^{2}=a^{2}(x^{2}+y^{2})}
Таким чином равлик Паскаля є алгебричною кривою четверного порядку. Цьому рівнянню зокрема задовольняє початок координат хоча для {\displaystyle b<a} ця точка не належить кривій за побудовою. Це пов'язано із множенням на {\displaystyle r} при виведенні рівняння кривої. При розгляді кривої у алгебричній геометрії початок координат для {\displaystyle b<a} часто розглядається як окрема ізольована точка кривої.

### Як епітрохоїда
Ще один популярний спосіб опису равлика Паскаля задає його як епітрохоїду, при якій радіуси обох кіл є рівними.
У цьому випадку до кола, яке котиться по іншому колу того ж радіуса, прикріплена точка (яка може бути всередині кола, на колі чи ззовні кола). Шлях, який проходить ця точка утворює криву, яка є равликом Паскаля.
Нехай радіус обох кіл є рівним {\displaystyle r} і точка знаходиться на відстані {\displaystyle l} від центра кола, що котиться. Можна вибрати прямокутну систему координат, так щоб центр кола по якому котиться інше коло був на початку координат. Нехай також напрямок вибраний так щоб коли центр кола, що котиться перебуває на осі {\displaystyle x}, точка, що визначає криву знаходилася у додатному напрямку від нього, як на рисунках вище.
Тоді центр кола, що котиться проходить коло радіуса {\displaystyle 2r} і координати при повороті на кут  {\displaystyle \varphi } є рівними {\displaystyle x=2r\cos \varphi ,\ y=2r\sin \varphi .} При цьому якщо центр кола, що котиться повернувся на кут {\displaystyle \varphi } то точки прив'язані до кола здійснили поворот на  {\displaystyle 2\varphi } відносно центру кола. Звідси одержується рівняння для координат точки, що визначає криву:
{\displaystyle x=2r\cos \varphi +l\cos 2\varphi ,}
{\displaystyle y=2r\sin \varphi +l\sin 2\varphi ;}
Проте якщо позначити {\displaystyle \varphi =\theta ,\ 2r=a,\ l=b/2} то одержуються ті ж рівняння, що і для равлика Паскаля, як конхоїди (але з початком координат у центрі кола, а не точці на колі). Таким чином епітрохоїда із однаковими радіусами дійсно є равликом Паскаля. При цих двох означеннях фактично міняються місцями радіуси кіл і відстані. Для одного равлика Паскаля діаметр кола у означенні як епітрохоїди є рівним відстані у означенні як конхоїди і відстань у означенні як епітрохоїди є рівною радіусу кола у означенні як конхоїди.

### Як подера кола
Равлик заданий рівнянням {\displaystyle r=a+b\cos \theta ~} є подерою кола із центром у точці {\displaystyle B(b;0)} і радіусом {\displaystyle a} щодо початку координат.
Якщо розглядати проекцію точки O на дотичну пряму до кола у точці T, то полярні координати вектора {\displaystyle {\overrightarrow {HM}}={\overrightarrow {BT}}} є рівні {\displaystyle (a;\theta )}, а координати {\displaystyle {\overrightarrow {OH}}} є рівними {\displaystyle (b\cos \theta ;\theta )}. Відповідно рівнянням подери є {\displaystyle (a+b\cos \theta ;\theta )} для кута {\displaystyle \theta } від 0 до {\displaystyle 2\pi }. Тобто подера є равликом Паскаля.
Також цей результат можна одержати аналітичними методами. Рівняння кола є рівним {\displaystyle (x-b)^{2}+y^{2}=a^{2}.} Якщо {\displaystyle T=(x_{1},y_{1})} є точкою на колі, то рівняння дотичної до кола у цій точці є рівним: {\displaystyle 2(x_{1}-b)(x-x_{1})+2y_{1}(y-y_{1})=0} або {\displaystyle (x_{1}-b)x+y_{1}y=x_{1}^{2}+y_{1}^{2}-bx_{1}=bx_{1}+a^{2}-b^{2}.}
Звідси також рівність {\displaystyle (x_{1}-b)(x-b)+y_{1}y=a^{2}}.
Із рівняння дотичної також одержується рівняння прямої ортогональної до неї прямої, що проходить через початок координат: {\displaystyle (x_{1}-b)y-y_{1}x=0.} Оскільки {\textstyle x_{1}-b=\pm {\sqrt {a^{2}-y_{1}^{2}}}}, то з цього рівняння випливає, що {\displaystyle y_{1}^{2}x^{2}=(a^{2}-y^{2})y^{2},} звідки {\textstyle y_{1}=\pm {\frac {ay}{\sqrt {x^{2}+y^{2}}}}} і також {\textstyle x_{1}-b=\pm {\frac {ax}{\sqrt {x^{2}+y^{2}}}}}, при чому в обох виразах має бути один знак. Підставляючи ці значення у рівняння для дотичної одержується рівняння:
{\displaystyle {\frac {ax(x-b)}{\sqrt {x^{2}+y^{2}}}}+{\frac {ay^{2}}{\sqrt {x^{2}+y^{2}}}}=a^{2}}
Помноживши обидві частини рівності на {\textstyle {\frac {\sqrt {x^{2}+y^{2}}}{a}}} і піднісши їх до квадрату одержується рівняння равлика Паскаля
{\displaystyle (x^{2}+y^{2}-bx)^{2}=a^{2}(x^{2}+y^{2})}.

### Як обгортка кіл
Равлик Паскаля є обгорткою сімейства кіл центри яких знаходяться на деякому фіксованому колі, що проходять через фіксовану точку O. 
Нехай O є початком координат, центр фіксованого кола є у точці (d, 0) і його радіус є рівним r. Якщо для простоти позначень розглядати випадок комплексної площини, то точки кола можна записати у виді {\displaystyle z(\varphi )=d+re^{i\varphi }.} Коло, з центром у якійсь із цих точок, що проходить через початок координат можна записати як: {\displaystyle d+re^{i\varphi }+(d+re^{i\varphi })e^{it}.} Зокрема точка {\displaystyle d+re^{i\varphi }+(de^{i\varphi }+r)e^{i\varphi }} теж належить цьому колу адже {\textstyle |d+re^{i\varphi }+(de^{i\varphi }+r)e^{i\varphi }-d+re^{i\varphi }|=|(de^{i\varphi }+r)e^{i\varphi }|=|d+re^{-i\varphi }|=|{\overline {d+re^{-i\varphi }}}|=|d+re^{i\varphi }|.}
Якщо розглядати криву задану параметрично {\displaystyle z(\varphi )=d+re^{i\varphi }+(de^{i\varphi }+r)e^{i\varphi }} то {\displaystyle z'(\varphi )=2ire^{i\varphi }+2ide^{2i\varphi }=2i(re^{i\varphi }+de^{2i\varphi }).} Але цей вираз означає, що дотична до кривої на площині є ортогональною до радіуса кола, що задається комплексним числом {\displaystyle (de^{i\varphi }+r)e^{i\varphi }.}
Відповідно у кожній своїй точці крива дотикається до деякого кола із заданого сімейства, тобто є обгорткою. Але {\displaystyle z(\varphi )=d+re^{i\varphi }+(de^{i\varphi }+r)e^{i\varphi }=2re^{i\varphi }+2\cos \varphi de^{i\varphi }=(2r+2d\cos \varphi )e^{i\varphi }.} Останнє рівняння є комплексним рівнянням равлика Паскаля для {\displaystyle a=2r,\ b=2d.} Тобто ця обгортка є равликом Паскаля.
Навпаки, якщо {\displaystyle z(\varphi ,t)=d+re^{i\varphi }+(d+re^{i\varphi })e^{it}=(d+re^{i\varphi })(1+e^{it})} є параметричним рівнянням сімейства кіл, то необхідна умова, яку повинна задовольняти обгортка: {\displaystyle x_{\varphi }y_{t}-x_{t}y_{\varphi }=0,} де {\displaystyle x,y} є дійсною і уявною частинами комплексної функції і нижні індекси позначають диференціювання по відповідному аргументу. Звідси:
{\displaystyle x_{\varphi }y_{t}-x_{t}y_{\varphi }=-\Im \left({\partial z \over \partial \varphi }{\overline {\partial z \over \partial t}}\right)=-\Im \left(rie^{i\varphi }(1+e^{it})(d+re^{-i\varphi })(-i)e^{-it}\right)=-\Im \left(2r\cos \left({\frac {t}{2}}\right)(de^{i\varphi }+r)e^{-it/2}\right)=0.}
Остання рівність можлива коли {\textstyle \cos \left({\frac {t}{2}}\right)=0} і тоді точкою на колі є початок координат або {\displaystyle -\Im \left((de^{i\varphi }+r)e^{-it/2}\right)=0.} В останньому випадку рівність еквівалентна тому, що {\displaystyle \pm (de^{i\varphi }+r)=|de^{i\varphi }+r|e^{it/2}.} Якщо підняти обидві сторони цієї рівності до квадрату, одержати звідси вираз для {\displaystyle e^{it}} і підставити його у параметричне рівняння для сімейства кіл, то для рівняння обгортки:
{\displaystyle z(\varphi )=(d+re^{i\varphi })\left(1+{\frac {(de^{i\varphi }+r)^{2}}{|de^{i\varphi }+r|^{2}}}\right)=d+re^{i\varphi }+(de^{i\varphi }+r)e^{i\varphi }.}
Останнє рівняння, як і вище, є рівнянням равлика Паскаля. Тобто равлик Паскаля є єдиною обгорткою цього сімейства кіл.

## Властивості
- Інверсією равлика Паскаля {\displaystyle r=a+b\cos \theta } щодо одиничного кола є крива задана рівнянням:

{\displaystyle r={1 \over {a+b\cos \theta }}}
Ця крива є конікою із фокусом на початку координат і ексцентриситетом рівним {\displaystyle {\tfrac {b}{a}}}. Навпаки равлик Паскаля є інверсією цієї коніки. Відповідно, якщо коніка є параболою, тобто {\displaystyle {\tfrac {b}{a}}=1,} то равлик Паскаля є кардіоїдою, якщо коніка є гіперболою (однією із гілок гіперболи), то {\displaystyle {\tfrac {b}{a}}>1} і віповідний равлик теж часто називають гіперболічним. Якщо {\displaystyle {\tfrac {b}{a}}<1,} то равлик Паскаля є інверсією еліпса і називається також еліптичним.
- Початок координат є
  - вузловою точкою при {\displaystyle b>a}. У цьому випадку у цій точці є дві дотичні, що задаються рівняннями: {\textstyle y=\pm {\frac {\sqrt {b^{2}-a^{2}}}{a}}x.}
  - точкою повернення при {\displaystyle b=a} (у цьому випадку равлик Паскаля називається кардіоїдою). Вісь абсцис (пряма {\displaystyle y=0}) у цьому випадку буде подвійною дотичною у цій точці.
  - подвійною точкою, ізольованою при {\displaystyle b<a} (якщо вважати цю точку окремою частиною кривої). При розгляді комплексної версії кривої ця точка буде особливою із двома дотичними, що задаються тим же рівнянням, що і для вузлової точки але у цьому випадку воно не має змісту для дійсних чисел.
- При {\displaystyle b>a} равлик Паскаля має петлю, яка задається рівнянням {\displaystyle r=a+b\cos \theta ~} у полярних координатах на проміжку {\displaystyle \pi -\theta _{0}<\theta <\pi +\theta _{0}}, де {\displaystyle \theta _{0}=\arccos \left({\frac {a}{b}}\right).}
- Рівняння дотичної до равлика Паскаля у точці із полярними координатами {\displaystyle (\rho ;\theta )}  є:

{\displaystyle (a\cos \theta +b\cos 2\theta )x+(a\sin \theta +b\sin 2\theta )y=\rho ^{2}.}
- Для гіперболічних равликів Паскаля ({\displaystyle b>a}) є чотири точки у яких дотична є паралельною до осі абсцис. У полярних координатах вони задаються як {\displaystyle (r,\theta )}, де {\displaystyle -\pi /2<\theta <\pi /2}   і {\textstyle \cos \theta ={\frac {\mp a+{\sqrt {a^{2}+8b^{2}}}}{4b}},\ r={\frac {\pm 3a+{\sqrt {a^{2}+8b^{2}}}}{4}}.} Дві із цих точок знаходяться на зовнішній петлі і дві на внутрішній.

Для еліптичних равликів Паскаля ({\displaystyle b<a})  і кардіоїди (параболічного равлика, ({\displaystyle b=a}) ) таких точок є дві і вони задаються при тих же умовах рівняннями {\textstyle \cos \theta ={\frac {-a+{\sqrt {a^{2}+8b^{2}}}}{4b}},\ r={\frac {3a+{\sqrt {a^{2}+8b^{2}}}}{4}}.} Для кардіоїди зокрема {\displaystyle \theta =\pm \pi /6,\ r=3a/2.}
- Для гіперболічних равликів Паскаля є чотири точки у яких дотична є паралельною до осі ординат: точки {\displaystyle r=a+b,\ \theta =0} і {\displaystyle r=-a+b,\ \theta =0,} а також дві точки {\displaystyle r={\frac {a}{2}},\ \theta =\pi \pm \arccos {\frac {a}{2b}}.} Ці дві точки мають спільну дотичну, яка у прямокутних координатах визначається рівнянням {\displaystyle x=-{\frac {a^{2}}{2b}}.}

Для еліптичних равликів Паскаля у точках {\displaystyle r=a+b,\ \theta =0} і {\displaystyle r=-a+b,\ \theta =\pi ,} дотичні теж є паралельними осі ординат. Якщо також {\displaystyle 2b<a} то окрім цього є ще дві такі точки {\displaystyle r={\frac {a}{2}},\ \theta =\pi \pm \arccos {\frac {a}{2b}}}, що мають спільну дотичну, яка у прямокутних координатах визначається рівнянням {\displaystyle x=-{\frac {a^{2}}{2b}}.}
Для кардіоїди точка {\displaystyle r=2a,\ \theta =0} є єдиною для якої дотична є паралельною осі ординат.
- Кривина равлика у відповідній точці є рівною:

{\displaystyle \kappa (\theta )={\frac {2b^{2}+3ab\cos \theta +a^{2}}{(b^{2}+2ab\cos \theta +a^{2})^{\frac {3}{2}}}}}
- Якщо {\displaystyle {\frac {a}{2}}<b<a}, то крива має дві точки перегину для {\displaystyle \theta =\pm \arccos \left(-{\frac {2b^{2}+a^{2}}{3ab}}\right)} і {\displaystyle \rho ={\frac {2(a^{2}-b^{2})}{3a}}}.
- Довжина дуги виражається еліптичним інтегралом 2-го роду:

{\displaystyle L(\theta )=2(a+b)\int _{0}^{\theta /2}{\sqrt {1-{\frac {4ab}{(a+b)^{2}}}\sin ^{2}\varphi }}\,\mathrm {d} \varphi .}
- Площа, обмежена равликом Паскаля:

{\displaystyle S={\frac {1}{2}}\int _{0}^{2\pi }(a+b\cos \theta )^{2}d\theta ={\frac {\pi b^{2}}{2}}+\pi a^{2}}.
При {\displaystyle b>a} площа внутрішньої петлі при обчисленні за цією формулою враховується двічі. Ця площа є рівною (де {\displaystyle \theta _{0}=\arccos \left({\frac {a}{b}}\right)}):
{\displaystyle S_{i}={\frac {1}{2}}\int _{\pi -\theta _{0}}^{\pi +\theta _{0}}(a+b\cos \theta )^{2}d\theta =\left(a^{2}+{\frac {1}{2}}b^{2}\right)\arccos \left({\frac {a}{b}}\right)-{\frac {3}{2}}a{\sqrt {b^{2}-a^{2}}}}.
Відповідно площа обмежена зовнішньою петлею і площа між двома петлями є рівними:
{\displaystyle S_{o}={\frac {\pi b^{2}}{2}}+\pi a^{2}-\left(a^{2}+{\frac {1}{2}}b^{2}\right)\arccos \left({\frac {a}{b}}\right)+{\frac {3}{2}}a{\sqrt {b^{2}-a^{2}}}}
- У разі {\displaystyle a=2b}, равлик Паскаля також називається трисектрисою. Таку назву він отримав через те, що, якщо на площині задано трисектрису, то трисекцію кута можна побудувати за допомогою циркуля і лінійки.